# Marie Claire D'Ubaldo
Marie Claire D'Ubaldo (Rosario, 17 gennaio 1961) è una cantante argentina nota soprattutto per il successo The Rhythm Is Magic, contenuto nel suo primo album Alma de Barro, e per Falling into You, resa famosa dalla cover di Céline Dion.

## Carriera
The Rhythm Is Magic entra nelle classifiche musicali in Italia, Stati Uniti, Russia e Giappone. In Italia, in particolare, resta al primo posto per tutta l'estate del 1994.
Nello stesso album è presente la canzone Falling Into You, scritta da Marie Claire d'Ubaldo insieme ai due autori Billy Steinberg e Rick Nowels, durante un viaggio a Los Angeles. Destinata all' album Woman and a Man di Belinda Carlisle, dopo il rifiuto del produttore della stessa Belinda, la famosa cantante Céline Dion ascoltando questa canzone ne rimase ben impressionata, tanto che la volle registrare. Nel 1996 diede poi anche il titolo all'omonimo album della Dion. Belinda Carlisle apprese della cover destinata in sostituzione a Celin Dion, ascoltandola in radio mentre faceva benzina sulla costa azzurra.
Incomincia così per Marie Claire d'Ubaldo una carriera da compositrice per altri artisti, tra i quali anche Enrique Iglesias, The Corrs e ovviamente per Belinda Carlisle.
Il nuovo album uscito nel dicembre 2009, "Songwriting & Duets", prodotto da Marco Pollini per 1st POP, è una raccolta di duetti e di brani inediti. Primo estratto, uscito in estate, è stato "The Rhythm is Magic 2009". Secondo singolo è il brano "Il segreto sta nel ritmo", un duetto con Lola Ponce, mentre il terzo singolo, vero primo inedito di Marie Claire è "Blue Boy", uscito nel mese di dicembre.
Nell'estate 2012 grazie al produttore Marco Pollini, Marie Claire D'Ubaldo realizza la collaborazione con Rudeejay, noto dj italiano, che dà vita al brano Suenos (Dreams can come true) uscito su x Energy (Energy Production)

## Discografia

### Marie Claire (1990) (pubblicato solo in Giappone)
1. Highway - 3:42
2. Changing Faces - 5:16
3. The Night Is Always Right - 3:31
4. Time - 4:58
5. Burning Rivers - 4:04
6. I Can Never Believe (What You Say) - 5:01
7. Going Home - 4:10
8. Nothing Left to Hide - 4:38
9. Touch - 3:08

### Alma De Barro (1994)
1. La Magia Del Ritmo (The Rhythm Is Magic)
2. Los Ojos De Mi Padre (Volveras) (My Fathers Eyes)
3. Y Caigo Un Poco Mas (Falling Into you)
4. Nocturna
5. Heroes De Papel
6. Hay Un Carnaval (Carnival In Heaven)
7. Tanger
8. Voces
9. Alma De Barro
10. A Woman's Love
11. Donde Estan
12. Venteveo
13. The Rhythm Is Magic

### Marie Claire D'Ubaldo (1994)
1. Rhythm Is Magic
2. My Father's Eyes
3. Falling Into You
4. Rachel
5. Only Human
6. Carnival In Heaven
7. Burning Rivers
8. No Turning Back
9. Alma De Barro
10. Woman's Love
11. Outside
12. Venteveo

### Songwriting & Duets - PART 1 (2009) (pubblicato solo in Italia)
1. Il segreto sta nel ritmo ft. Lola Ponce
2. Blue Boy feat. Laura Critchley
3. Suenos feat. Gerardina Trovato
4. Roses of Violence
5. Lay down your arms
6. Only one world ft. Federico Poggipollini
7. Don't suffer
8. The rhythm is magic 2010 feat. Dr. Feelx